# ТЕС Бая-де-Альгесірас
ТЕС Бая-де-Альгесірас (Bahia de Algeciras) – теплова електростанція на півдні Іспанії, в районі Альгесірасу. 
Майданчик почав роботу в 1970 році як конденсаційна елктростанція, що отримала два блоки з паровими турбінами потужністю 220 МВт та 553 МВт. 
В 2007 – 2011 роках провели докорінну модернізацію станції, під час якої блок №1 закрили, а парову турбіну блоку №2 використали для створення парогазового блоку комбінованого циклу потужністю 800 МВт, в якому дві газові турбіни потужністю по 265 МВт живлять одну парову турбіну з деномінованим до 270 МВт показником. Паливна ефективність нового блоку №3 досягнула 56%.
Тривалий час ТЕС використовувала нафту. Після модернізації у парогазову основним паливом став природний газ, який надходить до регіону по відгалуженню від трубопроводу Таріфа – Кордова.
Для видалення продуктів згоряння конденсаційні блоки №1 та №2 мали димарі заввишки 90 та 190 метрів, які під час модернізації були демонтовані.
Для охолодження використовують морську воду.
Видача продукції відбувається по ЛЕП, що працює під напругою 220 кВ.